# Équipe de Tchéquie espoirs de football
Maillots
L'Équipe de Tchéquie espoirs de football est constituée par une sélection des meilleurs joueurs tchèques de moins de 23 ans sous l'égide de la Fédération de République tchèque de football. L'âge limite pour jouer en espoirs est de 21 ans à la date du début des phases éliminatoires d'un championnat d'Europe.
Le meilleur résultat des espoirs tchèques est un titre de champion d'Europe en 2002, remporté aux tirs au but en finale contre la France, 0-0 (tab 3-1).

## Parcours au Championnat d'Europe espoirs
- 1996 : Quart de finale
- 1998 : Non qualifié
- 2000 :  Finaliste
- 2002 :  Vainqueur
- 2004 : Non qualifié
- 2006 : Non qualifié
- 2007 : 1er tour
- 2009 : Non qualifié
- 2011 : 4e
- 2013 : Non qualifié
- 2015 : 1er tour
- 2017 : 1er tour
- 2019 : Non qualifié
- 2021 : 1er tour
- 2023 : 1er tour

## Palmarès
- Championnat d'Europe : Vainqueur en 2002

## Effectif

### Sélection actuelle
Les joueurs suivants ont été appelés pour disputer le barrage pour l'Euro espoirs 2023 contre l'Islande les 23 et 27 septembre 2022.
Gardiens
- Vítězslav Jaroš
- Antonín Kinský
- Matěj Kovář

Défenseurs
- Martin Cedidla
- Lukáš Endl
- Adam Gabriel
- Robin Hranáč
- David Pech
- Martin Vitík
- Tomáš Vlček

Milieux
- Lukáš Červ
- Kryštof Daněk
- Filip Kaloč
- Adam Karabec
- Michal Ševčík
- Filip Souček
- Matěj Valenta
- Jan Žambůrek

Attaquants
- Tomáš Čvančara
- Daniel Fila
- Matyáš Kozák
- Václav Sejk

## Article connexion
- Équipe de Tchécoslovaquie espoirs de football